# Mentira
Mentira é uma afirmação falsa transmitida com a intenção de enganar o destinatário. Segundo Paul Ekman, uma mentira é contada quando "uma pessoa tem a intenção de enganar a outra, ou fazendo deliberadamente, sem notificação prévia de seu propósito e sem ter sido explicitamente solicitada a fazê-lo pelo alvo".

## Moralidade da mentira
Mentir é contra os padrões morais de muitas pessoas e é tido como um "pecado" em muitas religiões. As tradições éticas e filósofos estão divididos quanto a se uma mentira é em alguma situação permissível – Platão disse sim, enquanto Aristóteles, Santo Agostinho e Kant disseram não.[carece de fontes?]
Existem pessoas que afirmam que é com frequência mais fácil fazer as pessoas acreditarem numa grande mentira dita muitas vezes, do que numa pequena verdade dita apenas uma vez. Esta frase - "Uma mentira dita mil vezes torna-se verdade" - foi proferida pelo Ministro da Propaganda Alemã Joseph Goebbels no Terceiro Reich.

## Detecção de mentiras
Os sinais de mentira podem ser subdivididos em duas classes: sinais verbais e não verbais. O polígrafo é um aparelho utilizado para a detecção de mentiras através da medição do estresse do sujeito enquanto dá declarações ou responde a perguntas.[carece de fontes?] Apesar de sua precisão variar entre 70% e 90%, ainda é um método muito utilizado em diversas áreas.

## Na cultura popular
Sobretudo no Brasil, o termo mentira também tem sinônimos na gíria popular: caô e migué, este último no sentido de "desculpa esfarrapada".

### Concepção religiosa
- Catholic Encyclopedia: Lying